# Telefonaflytning
Telefonaflytning er aflytning foretaget af en tredjeperson af en telefonsamtale. Telefonaflytning kan foretages ulovligt eller lovligt af politiet efter dommerkendelse.

## Lovgivningen
Danmarks Riges Grundlov af 5. juni 1953 indskærper, at: ”Boligen er ukrænkelig. Husundersøgelse, beslaglæggelse og undersøgelse af breve og andre papirer samt brud på post-, telegraf- og telefonhemmeligheden må, hvor ingen lov hjemler en særegen undtagelse, alene ske efter en retskendelse” (§ 72).
Grundlovsændringen i 1953 blev fulgt op af en ændring i Retsplejeloven, som trådte i kraft i juni 1954 og indskærper, at politiet som udgangspunkt skal fremvise dommerkendelse for at foretage indgreb i telefonhemmeligheden. Politiet har dog ret til at foretage aflytninger og få udleveret teleoplysninger uden kendelse, hvis det drejer sig om større statshensyn og øjemedet vil forspildes, hvis domstolenes tilsagn skal afventes. Men domstolene skal underrettes ved aflytningens begyndelse, hvorefter domstolene vurderer, om aflytningen kan fortsætte. Hvis dommerkendelsen ikke foreligger inden for 24 timer, skal aflytningen afbrydes. Når det ikke er til gene for sagen, skal den aflyttede også informeres om overvågningen efterfølgende.
Aflytningen kan kun ske i forbindelse med efterforskning af forbrydelser med en strafferamme på seks år eller derover.

## Praksis
Det danske politi foretager mange telefonaflytninger hvert år. Politiet bruger både aflytninger til at fange kriminelle og til at forebygge kriminalitet, eksempelvis terrorhandlinger. Som udgangspunkt foretager politiet aflytningerne med dommerkendelser. Men i perioden fra 2009 til 2013 var der 30 sager, hvor telefonaflytningerne var ureglementerede eller "ulovlige", blandt andet på grund af at aflytningerne var blevet foretaget mod forkerte personer.
Historisk set er det ikke kun politiet, som har benyttet aflytninger. Under 2. Verdenskrig etablerede den danske regering en uofficiel censurorganisation "Udenrigsministeriets og Ministeriet for offentlige Arbejders Udvalg for Telegrafcensuren", som igennem hele krigen og de første måneder efter overvågede danskernes telefonsamtaler og telegrammer. Der var ca. 190 ansatte censorer, som tilsammen aflyttede mellem 20.000 og 25.000 samtaler om måneden. Det var både danske jøder, kommunister, ledende politikere, pressefolk, modstandsfolk, kongehuset, og topforskere som Niels Bohr med mange flere, som blev aflyttet. På et tidspunkt var aflytningerne så omfattende, at selv den tyske besættelsesmagt mente, at overvågningen havde taget overhånd. Hal Koch var også et af målene for overvågningen.

## Henvisning
1. ↑  Lov no. 202. af 11. juni 1954 om ændring af retsplejeloven §750 a.
2. ↑  Eva Jung og Mette Dahlgaard (2. august 2014). "Det burde politiet ikke have hørt". Berlingske.
3. ↑  Eva Jung og Mette Dahlgaard: "Se listen: Politiets ulovlige aflytninger" (Berlingske Tidende 2.8.2014)
4. ↑  Jacob Vrist Nielsen: "Lige så længe vi har haft telefoner, er de blevet aflyttet" (Kristeligt Dagblad 29.6.21)
5. ↑  Jacob Vrist Nielsen: "Danske myndigheder hjalp Nazityskland med telefonaflytning" (Kristeligt Dagblad 29.6.21)
6. ↑  Jacob Vrist Nielsen: "Tyskerne var forargede over dansk overvågning under Besættelsen. Hal Koch var et af målene" (Information 28.4.2021)